# 松川昌平
松川 昌平（まつかわ しょうへい、1974年 - ）は、日本の建築家。松川昌平／000studioを主宰。建築の他展覧会も多数。慶應義塾大学環境情報学部准教授。東京理科大学工学部建築学科非常勤講師もつとめる。石川県金沢市生まれ。博士（工学）（東京理科大学・2017年）。

## 略歴
- 1993年（平成5年）石川県立金沢泉丘高等学校卒業
- 1998年（平成10年） 東京理科大学工学部建築学科卒業
- 1999年（平成11年） 000studio共同設立
- 2003年（平成15年） 000studio主宰・synctokyo代表
- 2004年（平成16年） 000studio一級建築士事務所に改称
- 2004年（平成16年） 慶應義塾大学環境情報学部非常勤講師（ - 2009年（平成21年））
- 2008年（平成20年） 東京理科大学工学部建築学科非常勤講師（ - 2009年（平成21年））
- 2009年（平成21年） ハーバード大学デザイン大学院在籍、客員研究員+文化庁派遣芸術家在外研修員（ - 2011年（平成23年））
- 2012年（平成24年） 岡山県立大学デザイン学部デザイン工学科非常勤講師（ - 2013年（平成25年））
- 2012年（平成24年） 慶應義塾大学環境情報学部専任講師（ - 2014年（平成26年））
- 2014年（平成26年）- 現在 慶應義塾大学環境情報学部准教授
- 2017年（平成29年）博士（工学）「建築設計プロセスの進化論的枠組みにおけるアルゴリズミック・デザインのプロトタイプ構築に関する研究」（東京理科大学）

## 主な所属学会
- 日本建築学会

## 受賞
- 1997年（平成9年） 日本建築士会連合会懸賞設計競技奨励賞
- 1998年（平成10年） 第12回東京ガス建築環境デザインコンペティション佳作
- 1998年（平成10年） 第5回JIA東京都学生卒業設計コンクール銅賞
- 1998年（平成10年） 日本建築士会連合会懸賞設計競技3等
- 1999年（平成11年） マルチメディアグランプリ1999アート賞
- 1999年（平成11年） 日経アーキテクチュア第5回デジタルデザインコンペティション最優秀賞
- 2000年（平成12年） マルチメディアグランプリ2000情報デザイン賞
- 2000年（平成12年） 建築士会連合会主催平成12年度懸賞設計競技銅賞
- 2001年（平成13年） 第5回文化庁メディア芸術祭デジタルアートインタラクティブ部門審査委員会推薦作品
- 2003年（平成15年） 第7回文化庁メディア芸術祭アート部門審査委員会推薦作品
- 2004年（平成16年） 2004年度GoodDesignAward新領域部門グッドデザイン賞受賞
- 2005年（平成17年） くまもとアートポリス設計競技2005優秀賞
- 2006年（平成18年） 9坪ハウスコンペ2006審査員特別賞
- 2006年（平成18年） 第37回富山県建築賞入選
- 2007年（平成19年） 神戸ビエンナーレ2007のアート・イン・コンテナ・コンペティション入選
- 2009年（平成21年） 文化庁新進芸術家海外派遣制度 採択
- 2010年（平成22年） The International Iakov Chernikhov Prize 2010 ノミネート

## おもな作品
- AlgorithhmicSpace [9-Tsubo_House]
- Neural Clock
- Chaos and Order
- Tree
- data.tron [prototype]
- data.film [n°1-a]
- Urban Computer
- Rhizome
- datamatics [prototype-ver.1.0]
- AlgorithmicSpace[ Beach_House ]
- AlgorithmicSpace[ Bungalow ]
- AlgorithmicSpace[ Hair_Salon ]
- data.spectra
- Awarerium
- synckanda
- synckyoto
- syncbeijing
- C4I
- synctokyo
- PAO Room
- Enhanced Room
- Spacetime Poemmer
- decfive
- formula [ver.1.0-ver.2.3]
- NUNO SENSE and SKILL
- Future University - Hakodate
- simulation
- INFOTUBE
- GINGA